# Maja Zkitischwili

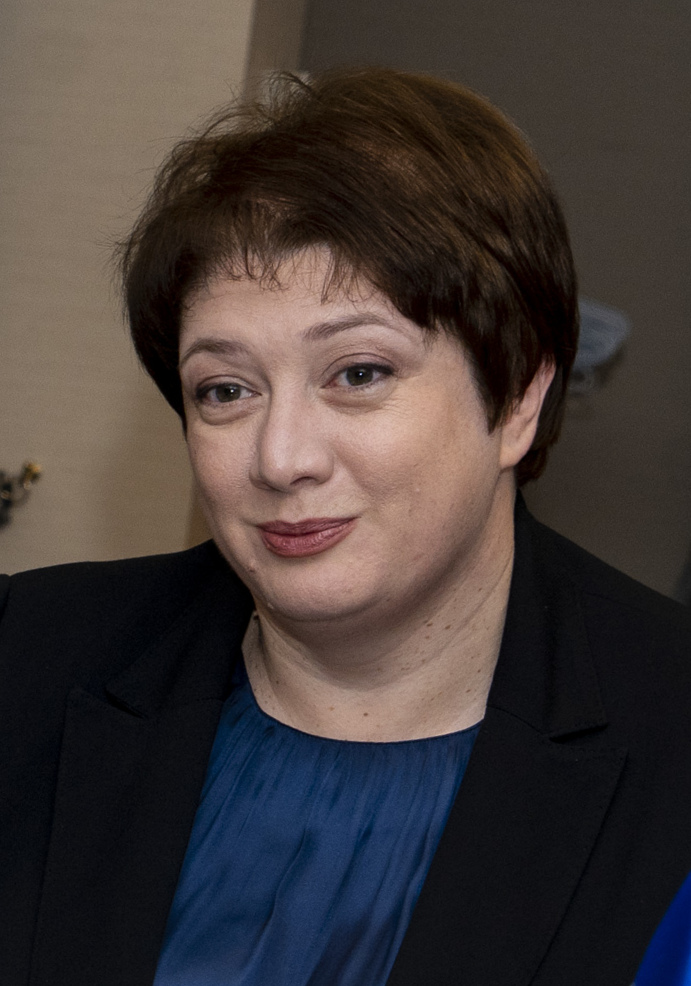
Maja Zkitischwili (November 2019)

Maja Zkitischwili (georgisch მაია ცქიტიშვილი; * 2. Juni 1974 in Tiflis) ist eine georgische Politikerin.

## Werdegang
Zkitischwili studierte Wirtschaftswissenschaft an der Staatlichen Universität Tiflis und der Wirtschaftsuniversität Prag, später graduierte sie an der privaten Caucasus University. Nach mehreren Stationen in der Privatwirtschaft, unter anderem mit leitenden Positionen in der Luftfahrt- und Baubranche, übernahm sie am 1. November 2012 unter dem kurz zuvor gewählten Bidsina Iwanischwili die Leitung des Büros des georgischen Premierministers. Unter dessen Nachfolgern Irakli Gharibaschwili und Giorgi Kwirikaschwili blieb sie im Amt, ehe sie unter dem 2018 nach dem Rücktritt Kwirikaschwilis aufgerückten Mamuka Bachtadse im Zuge einer Kabinettsumbildung zur Ministerin für regionale Entwicklung und Infrastruktur ernannt wurde. Dabei wurde sie parallel Vizepremierministerin von Georgien. 2019 übernahm Giorgi Gacharia als Premierminister die Amtsgeschäfte, der am 18. Februar 2021 nach der Verhaftung des Oppositionspolitikers Nika Melia zurücktreten musste. Anschließend rückte Zkitischwili als kommissarische Premierministerin an die Spitze der georgischen Regierung. Wenige Tage später wählte das Parlament Irakli Gharibaschwili erneut in das Amt des Regierungschefs, in der folgenden Kabinettsumbildung wurde Zkitischwili als Ministerin durch Irakli Karseladse sowie als Vizepremier durch den Wirtschaftsminister Lewan Dawitaschwili beerbt.